# Mokošín
Obec Mokošín se nachází v okrese Pardubice, kraj Pardubický. Žije zde 168 obyvatel.

## Historie
První písemná zmínka o obci pochází z roku 1073. Jedná se o jednu z nejstarších obcí ve východních Čechách. Název obce je snad odvozen od jména staroslovanské bohyně Mokoše. Její novodobé uctívání připomíná socha vytesaná z lipového kmene a umístěná v místním zalesněném pahorku. Historicky jsou dějiny obce úzce spjaty s nedalekým městem Přelouč a dále s obcí Opatovice nad Labem (zaniklý opatovický klášter).

### Exulanti
Za vlády Marie Terezie emigrovaly z náboženských důvodů celé rodiny do pruského Slezska na pozvání a pod ochranou vojsk pruského krále Fridricha II. Velikého. Z obce Mokošín uprchl do Münsterbergu v pruském Slezsku Josef Hradecký (nar. 1730). V roce 1745 se nacházel v Münsterbergu, (jak, případně s kým emigroval, není známo). Jeho otec Matěj byl sedlák, když se dne 4 .8. 1749 Josef Hradecký v Münsterbergu ženil, jeho otec už nežil. Manželka Dorota, rozená Kalecká, pocházela ze Zboží. Rodina zažádala o pozemek v nově vznikající české kolonii Husinec, ale nakonec jej nepřevzala. V roce 1766 byl Josef majitelem usedlosti v jiné české kolonii poblíž Husince - v Poděbradech. V roce 1778 byl Josef Hradecký v Prostředních Poděbradech konšelem. 

## Části obce
V letech 1850–1930 k obci patřila Benešovice.